# Schweizer Milchproduzenten
Die 1999 gegründete Organisation der Schweizer Milchproduzenten (SMP) geht zurück auf den 1907 gegründeten Zentralverband schweizerischer Milchproduzenten (ZVSM). Als nationale Dachorganisation vertritt die SMP, zusammen mit ihren regionalen Mitgliedsorganisationen, die Interessen der Schweizer Milchproduzenten.

## Geschichte
Am 29. Januar 1907 entstand in Olten der Zentralverband schweizerischer Milchproduzenten (ZVSM) als Genossenschaftsverband der kurz zuvor entstandenen regionalen Milchverbände. Der ZVSM war Mitglied der 1914 gegründeten Genossenschaft schweizerischer Käseexportfirmen (GSK; später Schweizerische Käseunion SKU). 1937 war der ZVSM bei der Gründung des Landwirtschaftlichen Informationsdiensts (LID) beteiligt. Infolge der 1999 revidierten Milchmarktordnung wurde der ZVSM in Schweizer Milchproduzenten (SMP) umbenannt. Im Jahr 2014 wurde zusammen mit anderen Milchvermarktungsorganisationen die Exportgesellschaft LactoFama AG mit Sitz in Bern gegründet, mit dem Ziel saisonale Überschüsse zu exportieren.

## Ziele
Die Aufgabe der Organisation ist es, für die Milchproduzenten möglichst vorteilhafte politische und wirtschaftliche Rahmenbedingungen in einem anspruchsvollen agrarpolitischen und aussenhandelspolitischen Umfeld zu schaffen.

## Organisation der Schweizer Milchproduzenten
16'759 Milchproduzenten aus der Schweiz sind über zwölf regionale Milchproduzentenorganisationen in der Organisation der Schweizer Milchproduzenten SMP zusammengeschlossen. Diese regionalen Produzentenorganisationen bilden die institutionelle Verbindung zwischen der Dachorganisation Schweizer Milchproduzenten SMP und den einzelnen Milchproduzenten. Die Präsidenten und Geschäftsführer der Mitgliedsorganisationen sind ein Bindeglied zu den Milchproduzenten in den Regionen. Einerseits vertreten die Repräsentanten der SMP-Mitgliedsorganisationen die Interessen der Regionen in der SMP, andererseits sind die Repräsentanten auch für die Umsetzung der SMP-Beschlüsse in ihren regionalen Organisationen zuständig. Die Organisation Schweizer Milchproduzenten SMP hat sechs Organe, deren Zusammensetzung, Rechte und Pflichten in den Statuten festgelegt sind. Das oberste Organ ist die Delegiertenversammlung, welche den Vorstand wählt und beaufsichtigen soll. Dieser ist unter anderem für die strategische Verbandsführung zuständig und delegiert die Ausführung bestimmter Aufgaben an den Vorstandsausschuss und die Geschäftsleitung. Die externe Revisionsstelle ist für die Prüfung der Buchführung zuständig. Als weiteres statutarisches Organ kennt die SMP ständige Kommissionen, die vom Vorstand zur Bearbeitung von spezifischen Aufgaben eingesetzt werden. Derzeit bestehen die Kommission Käsereimilch und das Fachgremium Marketing. Die SMP ist Mitglied beim Schweizer Bauernverband und dort im Vorstand vertreten. Zudem ist SMP bei Proviande Mitglied.

### Die regionalen Mitgliedsorganisationen
- VMMO – Vereinigte Milchbauern Mitte-Ost[13][14] (Entstanden aus dem Zusammenschluss der Milchverbände Winterthur und St. Gallen-Appenzell)[15]
- ZMP – Zentralschweizer Milchproduzenten[16][17]
- Aaremilch[18][19]
- MM – Mittelland Milch[20][21]
- MIBA Genossenschaft – Milchverband der Nordwestschweiz[22][23]
- TMP – Thurgauer Milchproduzenten[24][25]
- FSFL – Fédération des sociétés fribourgeoises de laiterie[26][27]
- PROLAIT – Fédération laitière[28][29]
- FLV – Fédération laitière valaisanne – Walliser Milchverband[30][31]
- LRG – Fédération des Laiteries Réunies de Genève[32][33]
- FTPL – Federazione Ticinese Produttori di Latte[34][35]
- VBMC – Vereinigung Berner Milchproduzenten Cremo[36] (2023 als zwölftes Mitglied aufgenommen)[37]

## Basismarketing
Unter dem Namen Swissmilk betreibt die SMP ein Basismarketing für Schweizer Milch und Milchprodukte. Die SMP gibt an, dass sie sich für Verkauf und Verarbeitung von möglichst viel Schweizer Milch zu Produkten mit hoher Wertschöpfung einsetzt. Sie organisiert dazu Werbekampagnen und ist bei Messen, Sportanlässen und Openair-Kinos und Musikfestivals präsent. Finanziert wird das Basismarketing u. a. über die obligatorischen Beiträge der Milchbauern, welche sie pro Kilogramm Milch zu zahlen haben. Das Inkasso übernehmen die Mitgliedsorganisationen. Ab 2003 wurden auch Nichtmitglieder zur Abgabe von Beiträgen verpflichtet. Zur Bewerbung von Biomilch wird der entsprechende Anteil, den die Bio-Bauern leisten, an Bio Suisse ausbezahlt.
Das Basismarketing soll eine gemeinsame Selbsthilfe der Produzenten darstellen und Ziele verfolgen, die im Interesse der Milchbauern liegen. Dadurch soll es einen Beitrag zur Einkommenssicherung der Milchproduzenten liefern.
Ziele des Milchmarketings sind:
1. Ein positives Image von Milch und Milchprodukten darzustellen und dabei insbesondere den Wert von Herkunft Schweiz hervorheben.
2. Gesundheitliche Bedeutung erklären.
3. Mit Rezepten auf die Verwendungsmöglichkeiten in der Küche hinweisen.[38]

## Branchenstandard Nachhaltige Schweizer Milch
Der Branchenstandard Nachhaltige Milch oder auch "grüner Teppich" genannt, wurde 2019 als neuer Milchproduktionsstandard für Schweizer Milch eingeführt. Es ist ein Instrument, um Schweizer Milch und Milchprodukte von ausländischen klar zu unterscheiden. Der neue Standard basiert auf den Reglementen und Richtlinien der Branchenorganisation Milch und geht mit seinen Anforderungen über die gesetzlichen Mindestanforderungen hinaus. Am 1. September 2019 wurde der Branchenstandard auf der Molkereimilch eingeführt. Das dazugehörige Label heisst "swissmilk green", welches punkto Tierwohl relativ schlecht abschneidet.

## Marktbeobachtung für Markttransparenz
Die SMP unternimmt Marktbeobachtung, führt Marktanalysen durch und erstellt Reportings. Die Publikation eines monatlichen Schweizer Milchpreismonitorings und eines monatlichen Marktlageberichts soll zur Markttransparenz beitragen. Milchproduzenten können sehen, welcher Milchkäufer wie viel für die Molkereimilch bezahlt und welcher Milchpreis für die verschiedenen Sortenkäse realisiert wird. Diese Dienstleistung soll auch aufzeigen, wie viel Geld effektiv bei den Produzenten ankommt.

### Weitere Preispublikationen im Schweizer Milchmarkt
Neben den Schweizer Milchproduzenten publiziert auch das Bundesamt für Landwirtschaft jeden Monat Berichte zum Milchpreis. Diese basieren auf unterschiedlichen Berechnungs- und Erhebungsgrundlagen. Die Branchenorganisation Milch publiziert ihrerseits Richtpreise nach Segmenten der Milchverwertung.

## Zahlen & Fakten
Mit Stand 2024 produzieren 16'759 Milchproduzenten mit 502'081 Milchkühen (Anzahl Milchkühe zur Verkaufsmilchproduktion) rund 3,3 Millionen Tonnen Milch für die Verarbeitung in Molkereien und Käsereien. Im Durchschnitt bewirtschaftet ein Milchbetrieb 27,1 Hektar (2019) Land, hält 27,1 Kühe (2019) und verkauft 193'400 Kilogramm Milch (2024). Die Milchmenge hat gegenüber dem Vorjahr 2023 um 0,1 Prozent zugenommen, und die Anzahl Betriebe ist um 2,4 Prozent zurückgegangen.
Es gibt grosse Unterschiede zwischen den geografischen Regionen der Schweiz, zwischen Tal- und Berggebiet und zwischen den verschiedenen Produktionsrichtungen. Im Schweizer Mittelland von Genf bis Thurgau befinden sich die grösseren Milchproduktionsbetriebe. Somit produzieren mehr als die Hälfte der Milchbetriebe im Talgebiet. Im Berggebiet sind es weniger als 50 %, die Betriebsflächen sind im Durchschnitt kleiner als im Tal und sie halten weniger Kühe. Dies ergibt dann auch eine kleinere produzierte Milchmenge. Im Sommer gibt es zu dem Sömmerungsgebiete in den Alpen für Milchkühe. Bezüglich Produktionsrichtungen stammt 30,2 % der Milchmenge von Kühen, die ohne Silage gefüttert werden. Diese spezielle Produktionsweise ist eine notwendige Voraussetzung für die Herstellung der Schweizer Rohmilchkäsespezialitäten wie beispielsweise Le Gruyère AOP, Emmentaler AOP, Tête de Moine AOP, Appenzeller, Rohmilch Tilsiter, Schweizer Alpkäse, Raclette du Valais AOP, Etivaz AOP oder Sbrinz AOP.
Alle genannten Zahlen im vorangegangenen Abschnitt stammen aus dem Geschäftsbericht der Schweizer Milchproduzenten von 2024.
Die Wertschöpfungskette rund um die Schweizer Milchproduktion ist ein wichtiger Faktor der einheimischen Wirtschaft. Vor- und nachgelagerte Bereiche sind Einkommensgrundlage für viele Arbeitnehmende in der Schweiz.

### Wesentliche Beteiligungen
- Emmentaler Schaukäserei AG mit Sitz in Affoltern im Emmental, 22 % Stimmrechtsanteil
- Appenzeller Schaukäserei AG mit Sitz in Stein AR, 31 % Stimmrechtsanteil
- Société coopérative «Laiterie de Gruyères» mit Sitz in Greyerz FR, 33 % Stimmrechtsanteil
- Schweizer Agrarmedien AG mit Sitz in Münchenbuchsee, 32 % Stimmrechtsanteil
- BO Butter GmbH[49][50] (Branchenorganisation Butter) mit Sitz in Bern, 34 % Stimmrechtsanteil
- Floralp Butter GmbH mit Sitz in Bern, 34 % Stimmrechtsanteil
- Le Journal Agri Sàrl mit Sitz in Lausanne, 26 % Stimmrechtsanteil
- TSM Treuhand GmbH mit Sitz in Bern, 23 % Stimmrechtsanteil
- Liebefeld Kulturen AG, Hauterive mit Sitz in Hauterive,[51][52] 20 % Stimmrechtsanteil
- LactoFama AG in Liquidation mit Sitz in Bern, 100 % Stimmrechtsanteil

(Stand: 2024)

## Präsidenten
2023 wurde Boris Beuret, Präsident der MIBA Genossenschaft, zum SMP-Präsidenten gewählt.
Nachfolgend die ehemaligen SMP-Präsidenten:
- Johann Schwob-Preiswerk (1907 bis 1912)
- August Baer (1912 bis 1920)
- Fritz Siegenthaler (1920 bis 1942)
- Eduard Pfister (1942 bis 1947)
- Alfred Held (1947 bis 1962)
- Otto Hess (1962 bis 1973)
- Rudolf Reichling (1973 bis 1991)
- Josef Kühne (1992 bis 2003)
- Peter Gfeller (2004 bis 2014)
- Hanspeter Kern (2014 bis 2023)

## Direktoren
- Karl Müller (1907 bis 1915)
- Ernst Jakob Tobler (1915 bis 1918)
- Hans Bretscher (1918 bis 1947)
- Werner Sollberger (1947 bis 1967)
- Fritz Hofmann (1968 bis 1987)
- Samuel Lüthi (1987 bis 2007)
- Albert Rösti (2007 bis 2013)
- Kurt Nüesch (2013 bis 2017)
- Stephan Hagenbuch (seit 2017)